# ヨハンナ・シャラー
ヨハンナ・シャラー（Johanna Schaller-Klier、1952年9月13日 - ）は、東ドイツの陸上競技選手。

## 経歴
シャラーは1973年の東ドイツ選手権の100mハードルで3位となる。その後、1976年から1978年、1980年と同国のチャンピオンとなっている。この間、1976年には1976年モントリオールオリンピックに出場し金メダルを獲得している。
モントリオールオリンピックでは、銀メダルのタチアナ・アニシモワ、銅メダルのナタリア・レベデワらのソビエト勢を押さえ12.77秒の記録で金メダルを獲得。1980年モスクワオリンピックにも出場し連覇を狙うが、今回はソ連のベラ・コミソワに敗れ銀メダルに終わった。

## 自己ベスト
- 100mハードル - 12.56秒 (1980年7月17日)

## 主な実績
| 年   | 大会                     | 場所                       | 種目         | 結果 | 記録    |
| ---- | ------------------------ | -------------------------- | ------------ | ---- | ------- |
| 1976 | オリンピック             | モントリオール(カナダ)     | 100mハードル | 1位  | 12.77秒 |
| 1977 | IAAF陸上ワールドカップ   | デュッセルドルフ(西ドイツ) | 100mハードル | 2位  | 12.86秒 |
| 1978 | ヨーロッパ室内陸上選手権 | ミラノ(イタリア)           | 60mハードル  | 1位  | 7.94秒  |
| 1978 | ヨーロッパ陸上選手権     | プラハ(チェコスロバキア)   | 100mハードル | 1位  | 12.62秒 |
| 1980 | オリンピック             | モスクワ(ソビエト連邦)     | 100mハードル | 2位  | 12.63秒 |